# فيليب ملانكتون
فيليب ملانكتون (بالألمانية: Philipp Melanchton) (بريتن، 16 فبراير 1497 - فيتنبيرغ، 19 أبريل 1560) كان مصلحًا لوثريًا ألمانيًا، ومتعاونًا مع مارتن لوثر، وأول عالم لاهوت تنظيمي للإصلاح البروتستانتي، وزعيم فكري للإصلاح اللوثري، ومصمم أنظمة تعليمية مؤثر.
وهو مصلح وعالم لاهوت ومشكل للبروتستانتية بجانب لوثر وجان كالفن.

## الحياة المبكرة والتعليم
وُلِد باسم فيليب شوارتزرت في السادس عشر من فبراير عام 1497 في بريتن، حيث كان والده جورج شوارتزرت (1459-1508) صانع أسلحة لفيليب، كونت بلاط الراين. والدته هي باربرا رويتر (1476/77-1529). أُحرقت بريتن في عام 1689 على يد القوات الفرنسية أثناء حرب التسع سنوات. بُني ميلانشثونهاوس في المدينة في موقع مسقط رأسه في عام 1897.
أُرسل إلى المدرسة اللاتينية في بفورتسهايم في عام 1507، حيث عرّفه رئيس المدرسة جورج سيملر من فيمبفن على الشعراء اللاتينيين واليونانيين وأرسطو. وقد تأثر بعمه الأكبر يوهان ريوتشلين، وهو إنسانوي من عصر النهضة، والذي اقترح على فيليب اتباع عادة شائعة بين الإنسانويين في ذلك الوقت وتغيير لقبه من «Schwartzerdt» (شوارتزرت، ويعني حرفيًا «الأرض السوداء») إلى المعادل اليوناني «Melanchthon» (ملانكتون، باليونانية: Μελάγχθων).
كان فيليب يبلغ من العمر 11 عامًا في عام 1508 حين توفي جده (توفي في السابع عشر من أكتوبر) ووالده (توفي في السابع والعشرين من أكتوبر) بفارق أحد عشر يومًا. نُقِل هو وشقيقه إلى بفورتسهايم للعيش مع جدته لأمه، إليزابيث رويتر، شقيقة ريوتشلين.
التحق في العام التالي بجامعة هايدلبرغ، حيث درس الفلسفة والبلاغة وعلم الفلك والتنجيم، وأصبح معروفًا بصفته باحثًا في الفكر اليوناني. رُفض منحه درجة الماجستير في عام 1512 على أساس شبابه، فذهب إلى توبنغن، حيث واصل دراساته الإنسانية ولكنه عمل أيضًا في فقه القضاء والرياضيات والطب. تعلم أيضًا الجوانب الفنية لعلم التنجيم من يوهانس ستوفلر أثناء وجوده هناك.
بدأ دراسة اللاهوت بعد حصوله على درجة الماجستير في عام 1516. وتحت تأثير ريوتشلين وإيراسموس وغيرهما، أصبح مقتنعًا بأن المسيحية الحقيقية كانت شيئًا مختلفًا عن اللاهوت المدرسي الذي يُدرَّس في الجامعة. أصبح راهبًا (تائبًا) في الكونتوبرنيوم ودرّس الباحثين الأصغر سنًا. كما ألقى محاضرات في فن الخطابة عن فيرجيل وليفي.
تضمنت منشوراته الأولى عددًا من القصائد في مجموعة حررها ياكوب ويمبفيلينغ (حوالي عام 1511)، والمقدمة لكتاب رسائل رجال غامضين (باللاتينية: Epistolae clarorum virorum) لريوتشلين (1514)، وطبعة لترنتيوس (1516)، وكتاب قواعد اللغة اليونانية (1518).

## أستاذ في فيتنبرغ
عورض في توبنغن، حيث كان معروفا بالفعل بصفته مصلحًا. قَبِل دعوة مارتن لوثر إلى جامعة فيتنبرغ بناءً على توصية عمه الأكبر، وأصبح أستاذًا للغة اليونانية هناك في عام 1518 في سن 21 عامًا. درس النصوص المقدسة، وخاصة رسائل بولس، والعقيدة الإنجيلية. حضر مناظرة لايبزيغ (1519) بصفته متفرجًا، لكنه شارك بتعليقاته الخاصة. بعد أن هاجم يوهان إيك آرائه، رد استنادًا إلى سلطة الكتاب المقدس في كتابه: دفاع ضد يوهانيم إيكيوم (باللاتينية: Defensio contra Johannem Eckium) (فيتنبرغ، 1519).
حصل على درجة البكالوريوس في اللاهوت، وانتقل إلى هيئة تدريس اللاهوت بعد محاضراته عن إنجيل متى والرسالة إلى أهل روما، إلى جانب ابحاثه في العقيدة البولسية. تزوج كاترينا كراب (كاترينا ملانكتون)، (1497-1557) ابنة عمدة فيتنبرغ، في الخامس والعشرين من نوفمبر عام 1520. أصبح لديهم أربعة أطفال: آنا، وفيليب، وجورج، وماجدالين.

## آراء حول الفلسفة الطبيعية
في سلسة مجاضرات ألقاها ملانكتون عن كتب عن الأحكام الفلكية (باللاتينية: Librorum de judiciis astrologicis) لبطليموس في الفترة 1535-1536، أعرب للطلاب عن اهتمامه بالرياضيات عند الإغريق والفلك والتنجيم. واعتقد أن الإله الهادف لديه أسباب لإظهار المذنبات والكسوف. وكان أول من طبع اصدارًا معاد الصياغة من المقالات الأربع (Tetrabiblos) لبطليموس في بازل في عام 1554. وفي رأيه، كانت الفلسفة الطبيعية مرتبطة على نحو مباشر بالعناية الإلهية، وهي وجهة نظر كانت مؤثرة في تغيير المناهج الدراسية بعد الإصلاح البروتستانتي في ألمانيا. وفي الفترة 1536-1539، شارك في ثلاث ابتكارات أكاديمية: إعادة تأسيس فيتنبرغ على أسس بروتستانتية، وإعادة التنظيم في توبنغن، وتأسيس جامعة لايبتزغ.

## تقييم أعماله وشخصيته

### عمله بصفته مصلحًا
اتسم عمل ملانكتون بصفته مصلحًا بالاعتدال ويقظة الضمير والحذر وحب السلام. ولكن قيل أحيانًا في هذه الصفات أنها افتقار إلى القرار والاتساق والشجاعة. كانت أولويته الرئيسة هي رفاهية المجتمع والتطور الهادئ للكنيسة.
كان لدى ملانكتون نفور فطري من النزاعات والاختصام. ومع ذلك، كان في كثير من الأحيان سريع الانفعال. غالبًا ما قادته شخصيته السلمية إلى التكيف مع آراء الآخرين، كما يمكن ملاحظته من مراسلاته مع إيراسموس ومن موقفه العام من اجتماع أوغسبورغ إلى قرارات أوغسبورغ المؤقتة. وقيل إن السبب لم يكن مجرد رغبة شخصية في السلام، بل أن طبيعته الدينية المحافظة هي التي أرشدته في أعماله التصالحية. لم يستطع أن ينسى أبدًا أن والده توسل إلى عائلته وهو على فراش الموت أن «لا يتركوا الكنيسة أبدًا». لقد وقف تجاه تاريخ الكنيسة وقفة اخلاص وإجلال جعلت الاكتفاء بفكرة استحالة المصالحة مع الكنيسة الكاثوليكية أكثر صعوبة عليه من لوثر. وشدد على سلطة آباء الكنيسة، ليس فقط أوغسطينوس، بل أيضًا الآباء اليونانيين.
كان موقفه في مسائل العبادة محافظًا، وفي فترة لايبزيغ المؤقتة، قال كورداتوس وشينك فيه أنه كاثوليكي مستتر. ولم يبحث عن المصالحة مع الكاثوليكية على حساب العقيدة النقية. لقد نسب إلى المظهر الخارجي وتنظيم الكنيسة قيمة أكبر مما فعل لوثر، كما يتبين من معالجته لـ «عقيدة الكنيسة». فقد المفهوم المثالي للكنيسة، الذي عبر عنه في كتاب أماكن (باللاتينية: Loci) في عام 1535، فقد أهميته لاحقًا عندما بدأ في التأكيد على مفهوم الكنيسة المرئية الحقيقية كما يمكن العثور عليه بين البروتستانت.        
كان يؤمن بأن علاقة الكنيسة بالرب هي أن الكنيسة تتولى صلوات الساعات في خدمة الإنجيل. ولم يكن الكهنوت الشامل بالنسبة لملانكتون ولوثر مبدأ دستور كنسي، بل مبدًا دينيًا بحتًا. حاول وفقًا لهذه الفكرة الحفاظ على تكوين ونظام الكنيسة التقليدية، بما في ذلك الأساقفة. ومع ذلك، لم يكن يريد كنيسة مستقلة تمامًا عن الدولة، بل كان يعتقد، بالاتفاق مع لوثر، أن من واجب السلطات العلمانية حماية الدين والكنيسة. لقد نظر إلى المجالس الكنسية بصفتها محاكم كنسية يجب أن تتكون من قضاة دينيين وعلمانيين، لأنه كان يعتقد أن السلطة الرسمية للكنيسة لا تكمن في فئة خاصة من القساوسة، بل في الجماعة بأكملها، وبالتالي لا تُمثَّل فقط بواسطة رجال الكنيسة، ولكن بواسطة العامة أيضًا. وفي دفاعه عن اتحاد الكنيسة، لم يتجاهل الاختلافات في العقيدة من أجل المهام العملية المشتركة.
كلما كبر، قل تمييزه بين الإنجيل بصفته إعلان لإرادة الرب، وبين العقيدة الصحيحة كما يعرفها الإنسان. لقد بذل قصارى جهده لحماية الوحدة في العقيدة من خلال صيغ لاهوتية للاتحاد، ولكن هذه الصيغ كانت شاملة قدر الإمكان وكانت مقتصرة على احتياجات الدين العملي.

## روابط خارجية
- فيليب ملانكتون على موقع الموسوعة البريطانية (الإنجليزية)
- فيليب ملانكتون على موقع إن إن دي بي (الإنجليزية)
- فيليب ملانكتون على موقع ديسكوغز (الإنجليزية)